# Municipio de Mill (Arkansas)
El municipio de Mill (en inglés: Mill Township) es un municipio ubicado en el condado de Baxter en el estado estadounidense de Arkansas. En el año 2010 tenía una población de 2478 habitantes y una densidad poblacional de 18,7 personas por km².

## Geografía
El municipio de Mill se encuentra ubicado en las coordenadas 36°23′33″N 92°13′44″O / 36.39250, -92.22889. Según la Oficina del Censo de los Estados Unidos, el municipio tiene una superficie total de 132.5 km², de la cual 109.1 km² corresponden a tierra firme y (17.66%) 23.39 km² es agua.

## Demografía
Según el censo de 2010, había 2478 personas residiendo en el municipio de Mill. La densidad de población era de 18,7 hab./km². De los 2478 habitantes, el municipio de Mill estaba compuesto por el 96.73% blancos, el 0.24% eran afroamericanos, el 0.48% eran amerindios, el 0.2% eran asiáticos, el 0.08% eran isleños del Pacífico, el 0.12% eran de otras razas y el 2.14% pertenecían a dos o más razas. Del total de la población el 1.29% eran hispanos o latinos de cualquier raza.